# فیات ۵۲۵
فیات ۵۲۵ (Fiat 525) خودرویی است که در سال‌های ۱۹۲۸ تا ۱۹۳۱ تولید شده‌است.
طراحی آن خودروهای موتور جلو-محور عقب بوده وزن آن در حالت طبیعی ۱٬۴۵۰ کیلوگرم (۳٬۲۰۰ پوند) است. سیستم جعبه‌دندهٔ آن ۴ دنده به صورت دستی است.

## نگارخانه

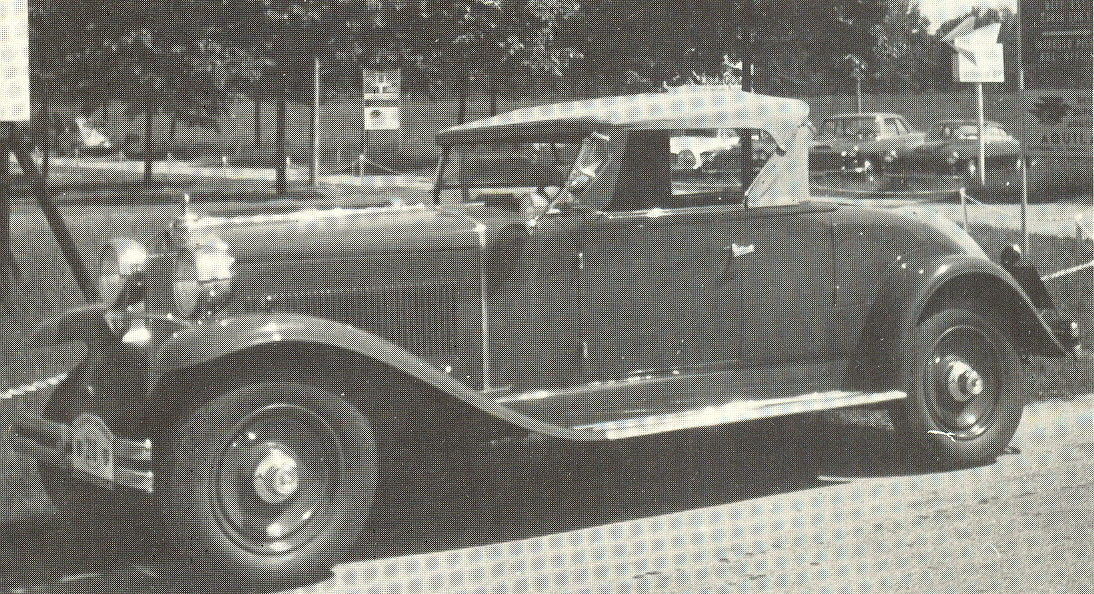
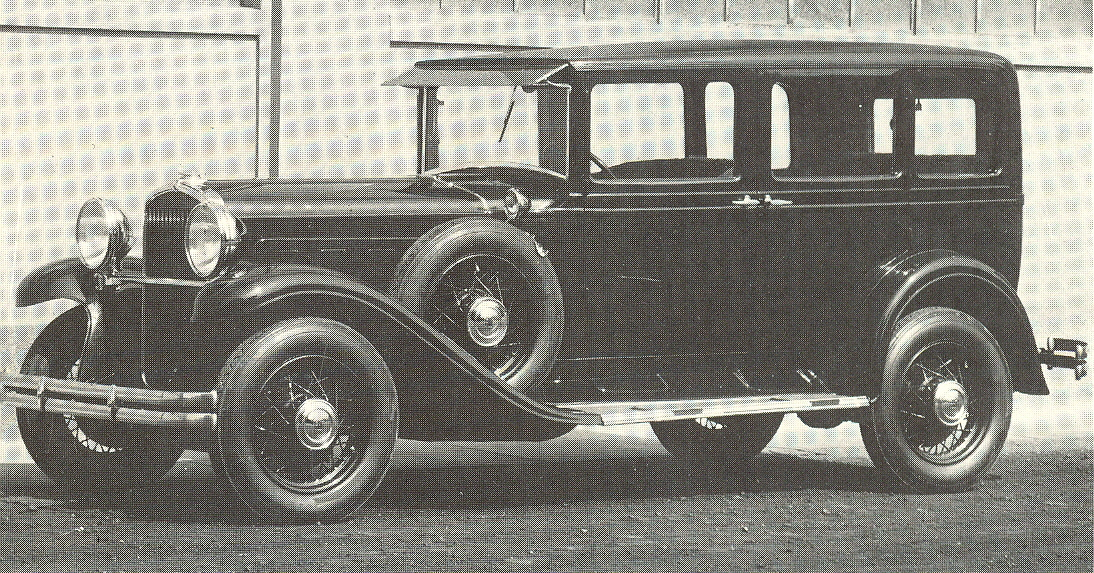
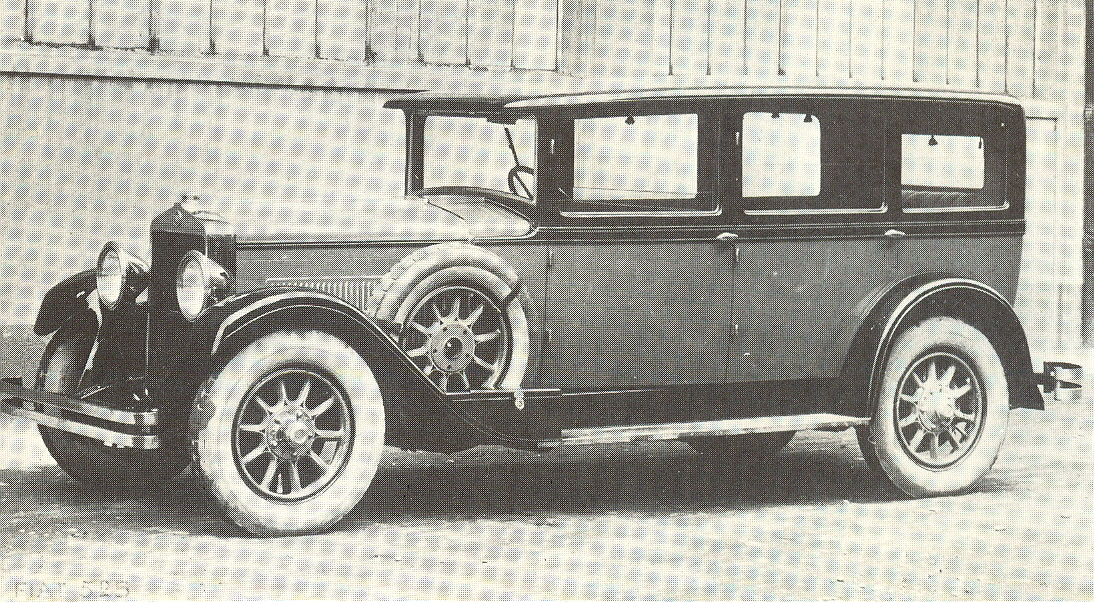